# Paramutación
En epigenética, una paramutación es la interacción entre dos alelos de un solo locus que resulta en un cambio heredable de uno de los alelos implicados. Las paramutaciones violan la primera ley de Mendel, que dicta que en el proceso de formación de los gametos los pares alélicos se separan, yendo cada uno a un gameto, y que cada alelo permanece completamente inalterado por el otro. En las paramutaciones un alelo de una generación afecta hereditariamente a otros alelos de generaciones futuras, incluso si el alelo causante de los cambios no es transmitido. Lo que son transmitidos son patrones de metilación del ADN o ARNs como piRNAs, siRNAs, miRNAs u otros ARNs reguladores. De esta forma, incluso a través de una reproducción correcta, las paramutaciones pueden hacer que dos plantas isogénicas presenten fenotipos radicalmente distintos.
Las paramutaciones fueron descubiertas y estudiadas en primer lugar en el maíz (Zea mays) por R.A. Brink en la Universidad de Wisconsin-Madison en los años 50. Brink se dio cuenta de que ciertos alelos de baja expresividad del locus red1 (r1) en el maíz, que codifican un factor de transcripción que confiere un pigento rojo a los granos, puede causar cambios en alelos de alta expresividad de forma que pasen a un estado de baja expresividad. Este estado de baja expresividad adoptado por el alelo modificado es heredable y puede cambiar el grado de expresividad de otros alelos activos en un proceso llamado paramutación secundaria. Brink demostró que la influencia de los alelos paramutagénicos puede persistir durante varias generaciones.
Por otra parte, una paramutación puede causar que el alelo de un gen controle un amplio espectro de fenotipos. En el alelo r1 del maíz, por ejemplo el menor grado de expresividad adoptado por un alelo paramutado puede presentar un fenotipo variado, desde completamente incoloro a granos totalmente coloreados. Esto es una excepción a la observación general de que la variación continua es controlada por varios genes.
Interacciones alélicas similares a la paramutación han sido descritas en otros organismos, incluyendo el tomate, el guisante y el ratón.
La base molecular de las paramutacioens está en estudio actualmente, casi exclusivamente en el maíz. Las paramutaciones pueden tener mecanismos en común con otros fenómenos epigenéticos, tales como el silenciamiento génico y la impronta genómica. En el maíz, las paramutaciones parecen tener caracteres en común con la metilación del ADN dirigida por ARN en Arabidopsis thaliana, pero nunca ha sido observada en este tipo de planta. Alleman (2006) informó que, en el maíz, "las paramutaciones son dirigidas por ARN. La estabilidad de la cromatina está asociada con las paramutaciones y el silenciamiento de transposones que requiere del gen mop1, que codifica una ARN polimerasa ARN-dependiente." El mecanismo exacto de cómo el ARN producido por esta polimerasa cause paramutaciones en el maíz no ha sido todavía entendido, pero como en otros cambios epigenéticos, implican modificaciones covalentes del ADN y/o de sus histonas, sin producir un cambio en la secuencia de ADN.